# Wojna persko-turecka (1578–1590)
Wojna persko-turecka 1578-1590 – jeden z serii konfliktów zbrojnych pomiędzy imperium osmańskim oraz Persją rządzoną przez Safawidów. W okresie wojny na czele Persów na początku stał szach Mohammad Chodabande, a potem Abbas I. W Turcji natomiast władał sułtan Murad III.

## Przyczyny
W Persji, po śmierci szacha Tahmaspa I wybuchły walki wewnętrzne. Wbrew radom wezyra Mehmeda Sokollu, sułtan turecki Murad III postanowił wykorzystać okazję i rozpoczął działania wojenne.
Zerwał przy tym traktat z Amasji, który zakończył poprzednią wojnę turecko – perską.

## Przebieg
Po stronie najeźdźcy opowiedziała się cześć Kurdów należących do odłamu sunnickiego. Sympatyzował też z nimi Szirwan i część gruzińskich książąt. Celem tureckiego ataku było terytorium sięgające zachodnich brzegów Morza Kaspijskiego oraz Zakaukazie.
W Persji opinie na temat prowadzenia wojny były podzielone. Część osób wpływowych – Irańczycy, do których zaliczał się wielki wezyr – była przeciwna. Druga grupa, do której należał szach Mohammad, opowiadała się za wojną. Perskimi wojskami kierował zdolny dowódca, starszy syn szacha oraz następca tronu, Hamze Mirza. Stawiał on skuteczny opór Turkom w Azerbejdżanie, odnosząc nawet znaczne sukcesy. Trwało to do czasu, gdy Osmanom przyszła z pomocą część plemienia Kyzyłbaszy. W zorganizowanym przez nich zamachu zginął perski głównodowodzący. Pozbawione wodza wojska perskie zaczęły się wycofywać. Po ich odejściu, Turcy opanowali całą północno-zachodnią Persję, łącznie z miastem Tabriz (1585), który wówczas kolejny raz doszczętnie złupili.
Pasmo zwycięstw Turków na Zakaukaziu trwało nadal, ale i Persowie mogli odnotować pewne sukcesy. Nie dopuścili, aby na pomoc Turkom przyszedł Chanat Krymski. Tatarski desant, jaki wylądował w okolicach Szirwanu, przy dużych własnych stratach, Persowie zepchnęli do morza. W tym momencie jednak nie było to najważniejsze, bo groźniejsze były zwycięstwa tureckie, odnoszone w północno-zachodnich dzielnicach, przez które Safawidzi stracili Kurdystan i Lorestan.
Zwycięstwa tureckie zostały też dodatkowo wzmocnione przez powstania w Persji, np. w Chorasanie z 1581 roku.
Najazd turecki, uzbecki, powstania i walki na dworze spowodowały zamach stanu w Persji. Obalono szacha Mohammada Chodabande i wyniesiono na tron jego młodszego syna, Abbasa I. Problemy irańskie musiały być wygaszone, dlatego też Abbas zaczął od najniebezpieczniejszego wroga, od Turków. Próbował zawiązać sojusz z Carstwem Rosji. Chciał nawet oddać miasta Derbend i Baku. Wysiłki te okazały się daremne. Wojna Rosji z Turcją, przy otwartej walce ze Szwecją, I Rzecząpospolitą i Tatarami byłaby ponad siły rosyjskie.

## Skutki
Osamotniony Abbas podpisał pokój z Turcją, 21 marca 1590 roku w Stambule. Był to właściwie osmański dyktat. Persja straciła ogromną część terytorium, oddając Wschodnią Armenię, Kurdystan oraz część zachodniego pogranicza obejmującego Loristan, Chozestan i prawie cały Azerbejdżan. Przy Persji pozostał niewielki kawałek. Ten z którego wyszli Safawidzi, tj. rejony Ardabilu i Talesz. Gruzja stała się wasalem Turcji i zmuszona była płacić z tego powodu coroczną daninę. Persja obiecała przy tym zakończyć prowadzenie szyickiej propagandy na obszarze Imperium Osmańskiego oraz skończyć prześladowanie sunnitów u siebie.